# Abtei Cysoing
Die Abtei Saint-Calixte de Cysoing befand sich in Cysoing in der Nähe von Lille. Heute steht an der Stelle des Klosters das Schloss Cysoing.

## Geschichte
Als Gründer der Abtei Cysoing gelten Markgraf Eberhard von Friaul sowie dessen Frau Gisela, welche um das Jahr 836 heirateten. Gisela war die Tochter Kaiser Ludwig des Frommen aus zweiter Ehe. Im Jahr 854 schenke Papst Leo IV. Eberhard die Reliquien des 222 verstorbenen Bischofs von Rom Calixtus, die Eberhard nach Flandern überführen ließ. Mit diesen Reliquien stattete er dort das im Jahr der Schenkung oder kurz zuvor gemeinsam mit seiner Frau gegründete Kloster Cysoing aus. Zudem übergab das Ehepaar dem Kloster die Fiskalgüter in Cysoing und Vitry-en-Artois. Nach dem Tod Eberhards im Jahr 866 erweiterte Gisela den Klosterbesitz um weitere Güter, zum Beispiel in Somain. Eberhard und die nach 874 verstorbene Gisela wurden in der Krypta der Abteikirche bestattet. Der gemeinsame Sohn Rudolf († 892) wurde – ebenfalls nach 874 – Abt von Cysoing und unterstellte die Abtei unmittelbar dem Erzbischof von Reims, obwohl die Abtei auf dem Gebiet des Bistums Tournai lag. 891 wurde der rechtliche Status Cysoings als Eigenkloster des Erzbischofs durch die Translation von Calixtus-Reliquien bestätigt.
Rund 90 Jahre später, etwa um 1082, traten die Herren von Cysoing und Petegem als Vögte von Cysoing auf. Im Jahr 1129 wurde Anselm, ein Kanoniker der Reimser Abtei Saint-Remi zum Abt von Cysoing bestimmt, da das Klosterleben in Cysoing als so sehr verweltlicht galt, dass Reformen dringend erforderlich schienen. Die Kanoniker der Abtei unterwarfen sich daraufhin der Augustinerregel und schlossen sich wohl 1132 dem Arrouaise-Orden an. Etwa ein Jahrhundert später erfolgte der Anschluss an die Congrégation de Saint Victor, das heißt die Ordensgemeinschaft der Augustiner-Chorherren vom Heiligen Victor. Nach der Klosterreform bekam die Abtei von Dietrich von Elsass und dessen Sohn Philipp, den Grafen von Flandern, das Gut Hertsberge geschenkt, das nun neben Somain mit der dortigen Prieuré de Beaurepaire zur wirtschaftlichen Basis des Klosters wurde.
Im Jahr 1193 heiratete König Philipp II. von Frankreich die Königstochter Ingeborg von Dänemark. Die Ehe wurde bereits 1196 wieder geschieden und Ingeborg zuerst in der Abtei Cysoing, später dann in der Burg Étampes eingesperrt. Bei der Schlacht von Mons-en-Pévèle am 18. August 1304 schlugen die flämischen Truppen ihr Feldlager in Cysoing auf. 1792 wurde die Abtei von Revolutionären geplündert und im Jahr darauf niedergebrannt.

## Bauwerke
- Am Vorabend der Schlacht bei Fontenoy (11. Mai 1745) hielt sich König Ludwig XV. in der Abtei auf; in Erinnerung daran wurde 1750 die Pyramide von Fontenoy errichtet, die tatsächlich ein 17 Meter hoher Obelisk ist. Der Obelisk hat seit 1840 den Status eines Monument historique.
- Zu Beginn des 19. Jahrhunderts wurde auf dem Gelände der Abtei und zum Teil aus den Steinen der Ruine das Château de Cysoing errichtet, eine Nachahmung des Petit Trianon in Versailles. Das Château hat seit 2008 ebenfalls den Status eines Monument historique, sein Garten wird im Inventaire général du patrimoine culturel geführt.

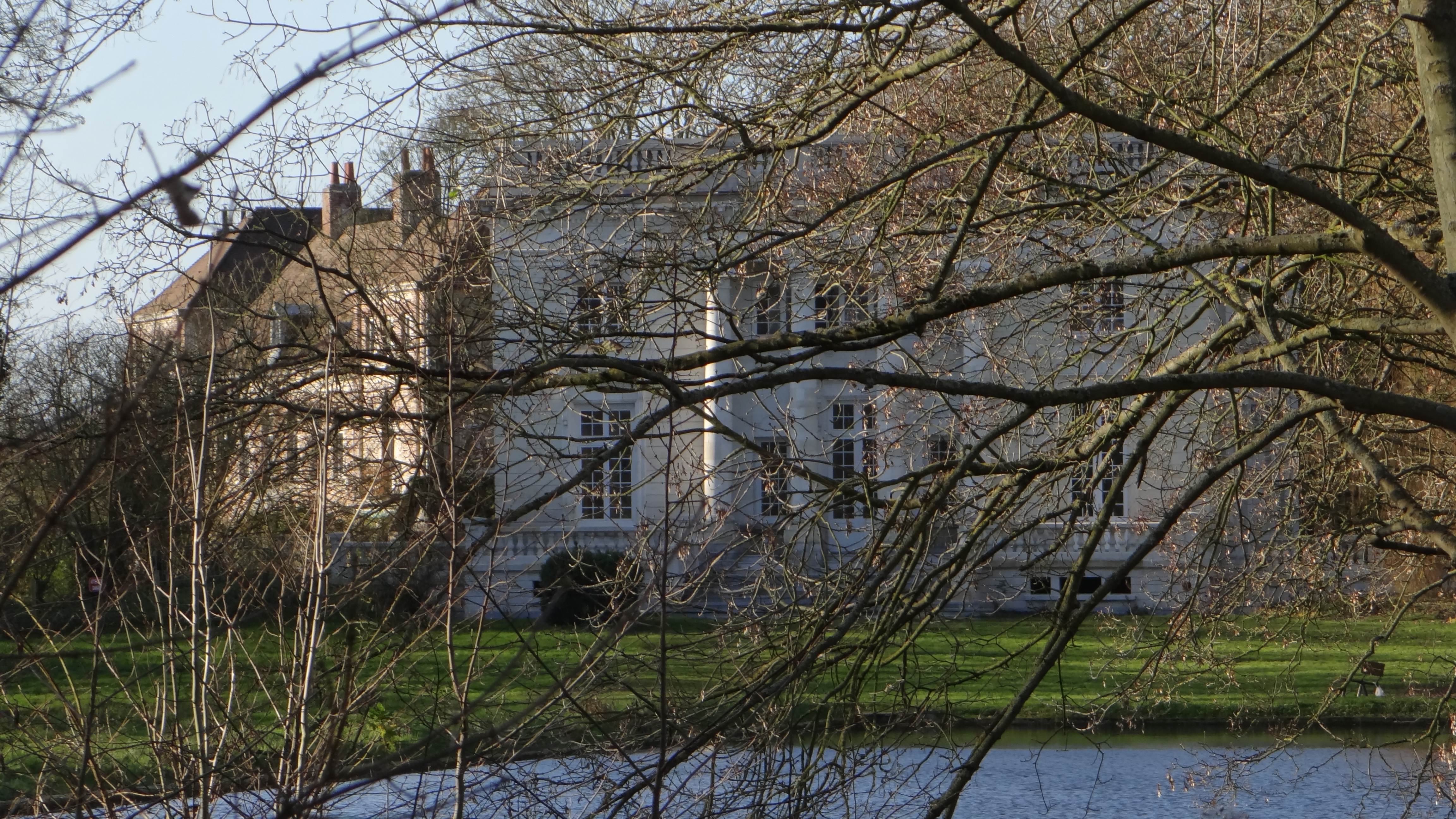
Château de Cysoing
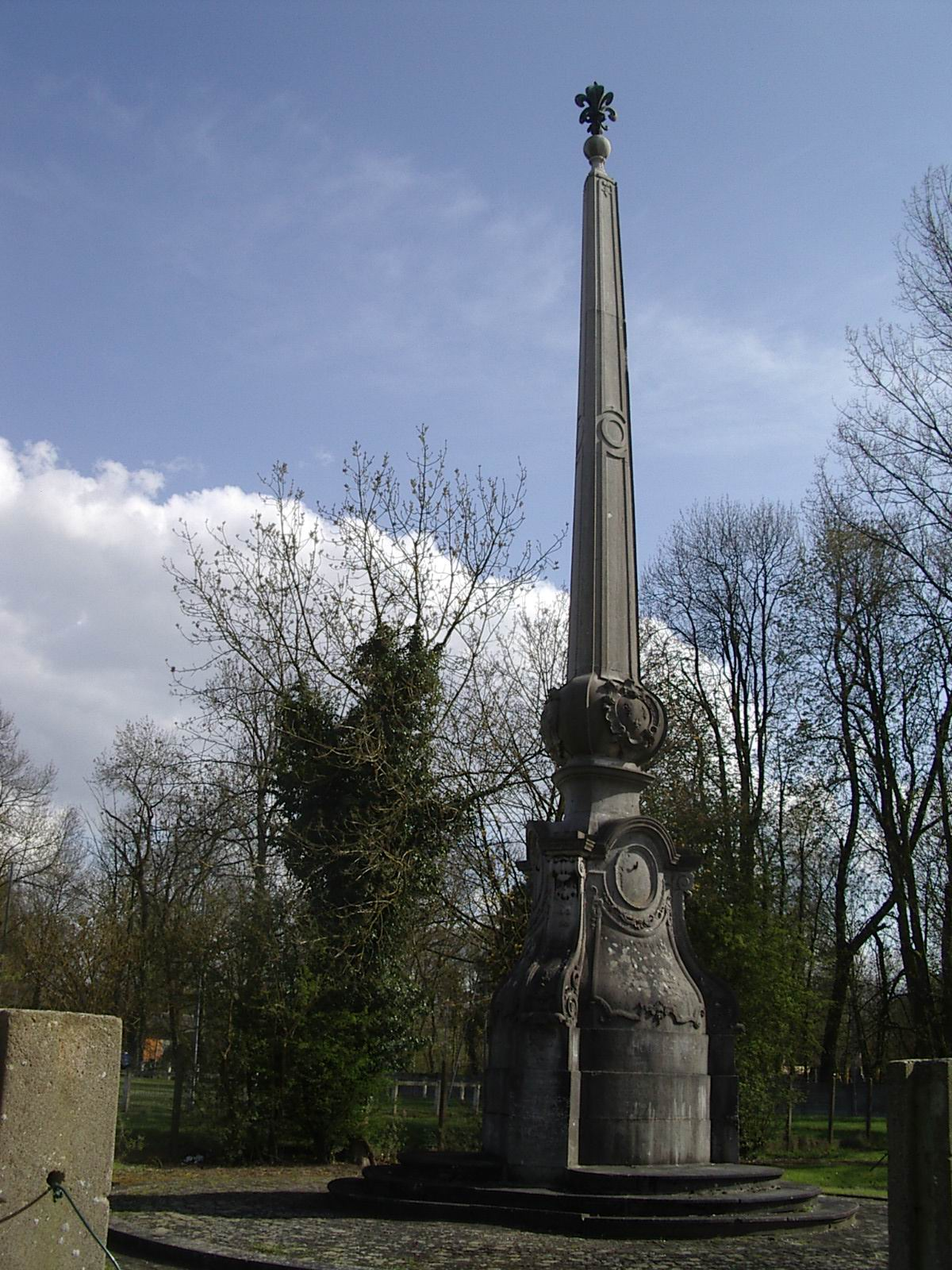
Die Pyramide de Fontenoy